# 赛湖
赛湖是一个位于中国江西省九江县的湖泊，面积约为30平方千米，平均水深约为2.2米。